# 切薩皮克小鱸
切薩皮克小鱸為輻鰭魚綱鱸形目鱸亞目河鱸科的其中一種，分布於美國切薩皮克灣流域，棲息在中底層水域。